# Adolfo Giuntoli
Adolfo Giuntoli (Torino, 14 maggio 1913 – Rapallo, 11 giugno 1981) è stato un calciatore italiano, di ruolo centrocampista.

## Palmarès
- Oro olimpico: 1

Berlino 1936